# Max Baucus
Max Sieben Baucus (ur. 11 grudnia 1941) – amerykański polityk, senator ze stanu Montana (wybrany w 1978 i ponownie w 1984, 1990, 1996 i 2002), członek Partii Demokratycznej. Wcześniej, w latach 1975–1978, był przedstawicielem Montany w Izbie Reprezentantów Stanów Zjednoczonych.